# Єгоров Анатолій Іванович
Єгоров Анатолій Іванович (24 грудня 1949, м. Сколе, нині Львівська обл.) — український тренер зі стрільби з лука, заслужений тренер України (1996), фахівець із багаторічним досвідом підготовки спортсменів національного та міжнародного рівнів. 

## Освіта та професійна діяльність
У 1974 році закінчив Львівський інститут фізичної культури (нині — Львівський державний університет фізичної культури імені Івана Боберського), де здобув фах у сфері фізичного виховання та спорту.
Упродовж 1974–1977 років працював викладачем кафедри фізичної культури в Комунарському гірничо-металургійному інституті (нині — Алчевськ, Луганська область). У 1977 році почав тренерську діяльність як викладач із кульової стрільби в спортивному товаристві «Динамо», а згодом — у ПТУ № 3 (1977–1983) у місті Чернівці.
З 1983 по 2001 рік Єгоров обіймав посаду тренера-викладача зі стрільби з лука у спортивному товаристві «Трудові резерви» (Чернівці), а з 2003 року — у спеціалізованій дитячо-юнацькій школі олімпійського резерву (СДЮШОР) того ж міста.
Анатолій Єгоров у 1997 та 2000 роках очолював національну збірну команду Польщі зі стрільби з лука, а у 2001–2003 роках Єгоров працював старшим тренером національної збірної команди Україн.

## Відомі вихованці
Серед вихованців Анатолія Єгорова — відомі українські лучники:
- Тетяна Мунтян[5] — учасниця міжнародних змагань, чемпіонатів України;
- Ліна Герасименко-Павчук[6] — багаторазова переможниця та призерка національних першостей;
- Тетяна Дорохова[7] — представниця збірної України, учасниця чемпіонатів Європи та світу.

## Визнання
- Заслужений тренер України.[8]